# ムアンチエンラーイ郡
ムアンチエンラーイ郡（ムアンチエンラーイぐん、）は、タイ・北部の郡（アンプー）。チエンラーイ県の県庁所在地（ムアン）でもある。

## 名称
チエンラーイ（タイ語：เชียงราย）とは「マンラーイの街」と言う意味である。日本語ではチエンライ、チェンラーイ、チェンライなどとも表記される。

## 歴史
1262年ごろラーンナータイ王国の創設者は元の勢力を避けようとしたメンラーイ王によって、建設され、それまで首都であったグンヤーン（現・チエンセーン）から遷都した。ただし、当時建設されたのはカタム門とワット・ドーイチョームトーンの近辺のみであった。
しかし、メンラーイ王はチャオプラヤー川に続くピン川沿いの地域を掌握すると、1296年にはチエンマイに再び遷都した。その後、長きにわたりウッパラート（副王）の街として機能した。チエンラーイの国主ターオ・マハープロムがラーンナーの国王であったセーンムアンマーから王位を簒奪しようと企てたが、アユタヤの王パグワの介入で、セーンムアンマーは王位を取り戻した。
1434年、エメラルド仏が見つかり、ワット・プラケーオに収められたとも言われている。1558年ビルマの軍門に下った。
その後、チエンマイの君主カーウィラより現在のタイ北部一帯が解放され、チャクリー王朝の覇権下に入ったが、しばらくは放置されていた。1842年にラーマ3世の命により、チエンラーイ県一帯を治める街として、街が再建された。

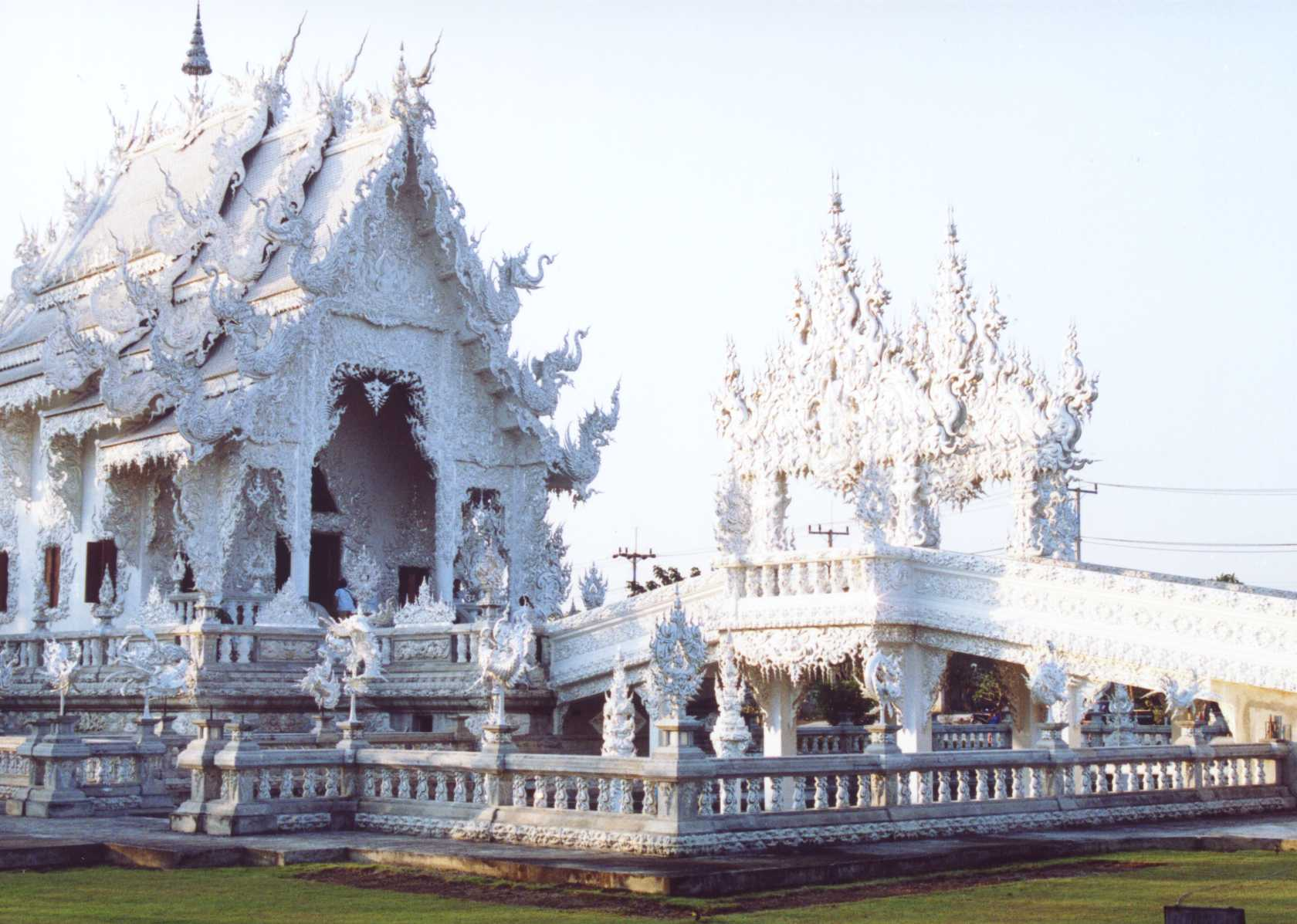
ワット・ロンクン

また芸術家、チャルームチャイ・コーシットピパットのふるさととしても知られ、彼のデザインしたワット・ロンクンという寺院が新たな、観光スポットとなっている。

## 地理
市内はコック川の形成した台地に位置する。旧市街は川より南側にある。郡の東は山があり、クンコーン森林公園が存在する。
交通網としてバンコクからミャンマーのタチレクまでをつなぐ国道一号線（パホンヨーティン通り）が南北に通っており、チェンライ国際空港が空の玄関口としてある。

### 気候
タイ北部に位置するため、冬は冷え込み、最低気温10℃前後まで下がる日もある。山岳地帯を背後に控えるため、雨季は雨が多くなる。
| チエンラーイ (1981–2010)の気候                                                       | チエンラーイ (1981–2010)の気候 | チエンラーイ (1981–2010)の気候 | チエンラーイ (1981–2010)の気候 | チエンラーイ (1981–2010)の気候 | チエンラーイ (1981–2010)の気候 | チエンラーイ (1981–2010)の気候 | チエンラーイ (1981–2010)の気候 | チエンラーイ (1981–2010)の気候 | チエンラーイ (1981–2010)の気候 | チエンラーイ (1981–2010)の気候 | チエンラーイ (1981–2010)の気候 | チエンラーイ (1981–2010)の気候 | チエンラーイ (1981–2010)の気候 |
| 月                                                                                   | 1月                            | 2月                            | 3月                            | 4月                            | 5月                            | 6月                            | 7月                            | 8月                            | 9月                            | 10月                           | 11月                           | 12月                           | 年                             |
| ------------------------------------------------------------------------------------ | ------------------------------ | ------------------------------ | ------------------------------ | ------------------------------ | ------------------------------ | ------------------------------ | ------------------------------ | ------------------------------ | ------------------------------ | ------------------------------ | ------------------------------ | ------------------------------ | ------------------------------ |
| 最高気温記録 °C （°F）                                                               | 34.5 (94.1)                    | 37.2 (99)                      | 40.4 (104.7)                   | 42.3 (108.1)                   | 41.9 (107.4)                   | 40.5 (104.9)                   | 39.5 (103.1)                   | 38.1 (100.6)                   | 38.6 (101.5)                   | 37.9 (100.2)                   | 36.2 (97.2)                    | 35.5 (95.9)                    | 42.3 (108.1)                   |
| 平均最高気温 °C （°F）                                                               | 28.6 (83.5)                    | 31.3 (88.3)                    | 33.8 (92.8)                    | 34.8 (94.6)                    | 33.1 (91.6)                    | 32.1 (89.8)                    | 31.1 (88)                      | 30.9 (87.6)                    | 31.1 (88)                      | 30.5 (86.9)                    | 28.8 (83.8)                    | 27.2 (81)                      | 31.11 (87.99)                  |
| 平均最低気温 °C （°F）                                                               | 12.8 (55)                      | 13.7 (56.7)                    | 16.9 (62.4)                    | 20.6 (69.1)                    | 22.5 (72.5)                    | 23.6 (74.5)                    | 23.4 (74.1)                    | 23.3 (73.9)                    | 22.7 (72.9)                    | 21.1 (70)                      | 17.3 (63.1)                    | 13.5 (56.3)                    | 19.28 (66.71)                  |
| 最低気温記録 °C （°F）                                                               | −0.2 (31.6)                    | 1.5 (34.7)                     | 5.0 (41)                       | 10.4 (50.7)                    | 13.5 (56.3)                    | 18.4 (65.1)                    | 20.3 (68.5)                    | 20.0 (68)                      | 19.1 (66.4)                    | 17.4 (63.3)                    | 11.5 (52.7)                    | 2.8 (37)                       | −0.2 (31.6)                    |
| 雨量 mm （inch）                                                                     | 7.5 (0.295)                    | 13.8 (0.543)                   | 28.2 (1.11)                    | 97.9 (3.854)                   | 213.4 (8.402)                  | 178.4 (7.024)                  | 310.9 (12.24)                  | 358.4 (14.11)                  | 283.9 (11.177)                 | 124.9 (4.917)                  | 59.2 (2.331)                   | 14.0 (0.551)                   | 1,690.5 (66.554)               |
| 平均降雨日数 （≥1 mm）                                                               | 2                              | 1                              | 3                              | 10                             | 17                             | 19                             | 22                             | 24                             | 18                             | 12                             | 6                              | 3                              | 137                            |
| % 湿度                                                                               | 75                             | 67                             | 62                             | 66                             | 76                             | 80                             | 82                             | 84                             | 83                             | 82                             | 79                             | 77                             | 76.1                           |
| 出典：Thai Meteorological Department (Normal 1981-2010), (Avg. rainy days 1961-1990) |                                |                                |                                |                                |                                |                                |                                |                                |                                |                                |                                |                                |                                |

## 経済
ナーンレーと呼ばれるパイナップルの名産地であり、Le Santéと呼ばれる地ワインをチエンラーイ・ワイナリーが生産している。

## 行政区分
郡内は16のタムボンにわかれ、その下位に256の村（ムーバーン）がある。市内にはテーサバーンが1つあり、以下のようになっている。
- テーサバーンナコーン・チエンラーイ・・・タムボン・ウィエン全体および、タムボン・ロープウィエン、タムボン・サンサーイ、タムボン・リムコックの一部

また郡内には14のタムボン行政体が置かれている。なお下記は、市内のタムボンのリストである。うち欠番のタムボンは、チエンラーイから独立してメーラーオ郡として成立したタムボンである。
1. タムボン・ウィエン・・・ตำบลเวียง
2. タムボン・ロープウィエン・・・ตำบลรอบเวียง
3. タムボン・バーンドゥー・・・ตำบลบ้านดู่
4. タムボン・ナーンレー・・・ตำบลนางแล
5. タムボン・メーカーオトム・・・ตำบลแม่ข้าวต้ม
6. タムボン・メーヤーオ・・・ตำบลแม่ยาว
7. タムボン・サンサーイ・・・ตำบลสันทราย

1. タムボン・メーコーン・・・ตำบลแม่กรณ์
2. タムボン・フワイチョムプー・・・ตำบลห้วยชมภู
3. タムボン・フワイサック・・・ตำบลห้วยสัก
4. タムボン・リムコック・・・ตำบลริมกก
5. タムボン・ドーイラーン・・・ตำบลดอยลาน
6. タムボン・パーオートオンチャイ・・・ตำบลป่าอ้อดอนชัย
7. タムボン・ターサーイ・・・ตำบลท่าสาย
8. タムボン・ドーイハーン・・・ตำบลดอยฮาง
9. タムボン・タースット・・・ตำบลท่าสุด

## 注脚
1. ↑  MCスパトラディット・ディスクン『エメラルド仏寺院の歴史』ブィー文子・村本理子訳、バンコク、Amarin Printing Group, 1987, 18頁